# Càmera cinematogràfica
La càmera cinematogràfica, també anomenada filmadora i màquina de filmar, és un tipus de càmera fotogràfica que pren una seqüència de fotografies en ràpida successió en una cinta de pel·lícula fotogràfica o sensor d'imatge que una vegada revelada pot ser projectada reproduint el moviment original, el resultat del qual és una pel·lícula de cinema.
En contrast amb una càmera fotogràfica, la qual captura una imatge cada vegada, la càmera cinematogràfica captura una sèrie d'imatges; cada una constitueix un fotograma. Això s'aconsegueix per mitjà d'un mecanisme intermitent. A continuació els fotogrames es reprodueixen a un projector de cinema a una velocitat determinada perquè l'ull humà pugui captar moviment.
La càmera de cinema és usada en cinema, televisió o vídeo, professional o gran públic. El terme «càmera» procedeix del llatí camera (en català "cambra"). La cambra fosca designava un dispositiu que els pintors del renaixement utilitzaven per al dibuix en perspectiva, conservat en la denominació «cambra fotogràfica». En anglès, camera designa un aparell de fotografia i movie camera una càmera de cinema. Hi ha dos tipus de tecnologies de càmera, segons les aplicacions: Les càmeres de cinema i les càmeres de vídeo. L'ull humà és capaç de percebre moviment en una sèrie d'imatges gràcies a l'efecte de la persistència retinal. Hi ha diferents càmeres de cinema, des de les més convencionals fins a les més sofisticades en òptica i procés. Amb l'arribada de la imatge digital, existeixen també càmeres de cinema digitals, que minimitzen els costos de producció i que donen una nitidesa i qualitat similar a les de cinema de procés químic.

## Evolució
Un antecedent interessant de la càmera de cinema va ser la màquina inventada per Francis Ronalds a l'Observatori de Kew en 1845, la qual permetia la gravació contínua durant un període de 12 a 24 hores. Ronalds va aplicar les seves càmeres per rastrejar les variacions contínues d'instruments científics i que es van utilitzar en els observatoris de tot el món durant més d'un segle.
La primera càmera cinematogràfica patentada va ser creada per Wordsworth Donisthorpe el 1876. Una altra càmera cinematogràfica va ser dissenyada a Anglaterra pel francès Louis Le Prince el 1888. Abans havia construït i patentat una càmera de 16 lents al seu taller de Leeds, el 1887. Les primeres 8 lents s'activarien en ràpida successió per mitjà d'un obturador electromagnètic sobre la pel·lícula sensible; llavors la pel·lícula era moguda cap endavant permetent a les altres 8 lents operar sobre la pel·lícula. Després de molt assaig i error, finalment va poder desenvolupar la càmera que va utilitzar per a capturar les primeres seqüències de pel·lícula en moviment del món, incloent Roundhay Garden Scene i Leeds Bridge. Segons Adolphe Le Prince, qui va assistir al seu pare a Leeds, Roundhay Garden Scene estava rodada a 12 fotogrames per segon i Leeds Bridge a 20 fotogrames per segon. Actualment la seva càmera es troba al National Media Museum a Bradford.
Un altre pioner va ser l'inventor britànic William Friese-Greene. Va començar experimentat amb l'ús del paper oliat com a mitjà per a exposar imatges en moviment el 1885 i cap al 1887 estava experimentant amb l'ús del cel·luloide. El 1889, Friese-Greene va treure una patent per la càmera "cronofotogràfica", la qual era capaç de realitzar fins a deu fotografies per segon utilitzant pel·lícula de cel·luloide perforada. Un informe sobre la càmera es va publicar al Brithish Photographic News el 28 de febrer de 1890. Es va fer una demostració pública del dispositiu el 1890, però la baixa velocitat de fotogrames combinada amb una aparent manca de fiabilitat del dispositiu va donar lloc una impressió desfavorable.
William Kennedy Laurie Dickson, un inventor escocès i empleat de Thomas Edison, va dissenyar el Kinetoscopi el 1891. La càmera s'accionava per mitjà d'un motor elèctric i era capaç de rodar amb la nova pel·lícula perforada. Per controlar el moviment intermitent de la pel·lícula a la càmera, fent possible que la tira s'aturés el temps suficient perquè cada fotograma pogués ser totalment exposat i després avançar ràpidament (en aproximadament 1/460 d'un segon) al següent fotograma, la roda dentada era conduïda per un mecanisme d'escapament.
La càmera Lumière Domitor va ser creada per Charles Moisson, el cap de mecànics al taller Lumière a Lió en 1894. La càmera utilitzava pel·lícula de paper de 35 mil·límetres d'ample, però en 1895 els germans Lumière es va desplaçar a la pel·lícula de cel·luloide, que va comprar de New-York’s Celluloid Manufacturing Co. Aquesta pel·lícula va ser coberta amb la seva pròpia emulsió Etiqueta-bleue, la qual van de tallar en tires i erforar. Per popularitzar la fotografia animada, un any després, van crear uns petits aparells de visió directa anomenats mutoscopis Kinora.
El 1894 l'inventor polonès Kazimierz Prószyński va construir un projector i una càmera en un mateix aparell, una invenció que va anomenar Pleograf.

### Mercat de masses
Com a conseqüència del treball de Le Prince, Friese-Greene, Edison i els germans Lumière, la càmera cinematogràfica es va convertir en una realitat pràctica cap a la meitat de la dècada del 1890. Les primeres firmes no van tardar en establir-se per la manufactura de la càmera de cinema, incloent Birt Cres, Eugene Augustin Lauste, Dickson, Pathé frères, Prestwich, Newman & Guardia, de Bedts, Gaumont-Démény, Schneider, Schimpf, Akeley, Debrie, Bell & Howell, Leonard-Mitchell, Ertel, Ernemann, Eclair, Stachow, Universal, Institute, Wall, Lytax i molts altres.
L'Aeroscopi va ser construït i patentat a Anglaterra durant el període de 1909 a 1911 per l'inventor Kazimierz Prószynski. L'Aeroscopi va ser la primera càmera de cinema portàtil amb èxit. El càmera no havia de girar la maneta per fer avançar la pel·lícula, igual que en totes les càmeres de l'època, de manera que ell podia operar la càmera amb les dues mans, subjectant la càmera i controlant el focus. Això va fer possible la pel·lícula amb l'Aeroscopi en circumstàncies difícils, incloent des de l'aire i per a fins militars.
Les càmeres de cinema utilitzen el principi de la fotografia. Impressionen típicament 24 fotogrames per segon, sobre una pel·lícula fotogràfica que cal desenvolupar, i treure abans de poder-la utilitzar en un projector cinematogràfic, per tal de visionar-ho. Aquest procediment imposa carregar-les a l'abric de la llum.
- Arran de la invenció de la pel·lícula de 9,5 mm el 1922, i l'aparició de la càmera Pathé Baby el 1923, el cinema aficionat es fa accessible amb càmeres molt compactes, fàcils de carregar i d'utilització familiar.
- El 16 mm, aparegut igualment el 1923, permet un material més compacte que el material de 35 mm amb un cost de pel·lícula més atraient tant per als professionals com per al públic en general.

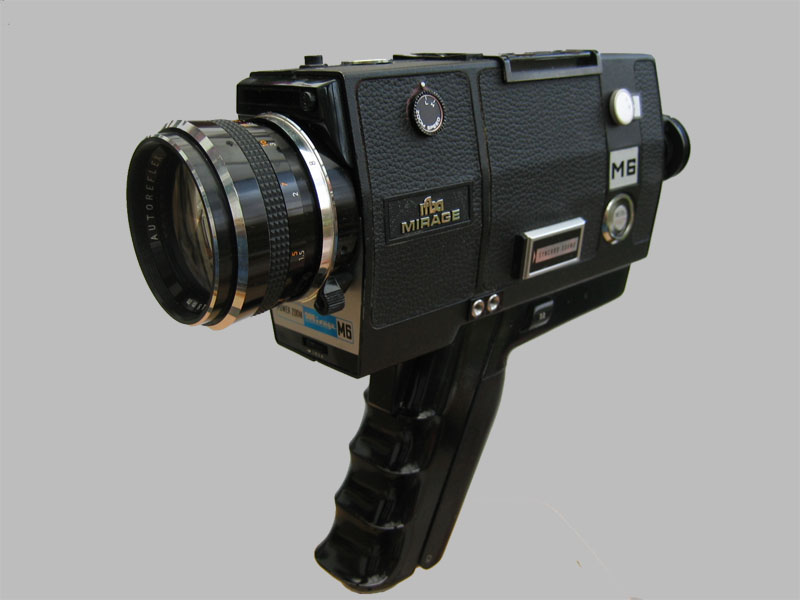
Càmera Súper 8 de 1975.

- La pel·lícula de 8 mm proposada el 1932 per Kodak, era encara més reduïda i permetia la utilització de materials compactes i econòmics en detriment de la qualitat de la imatge, a causa de la seva petita mida.
- Amb la invenció del Súper 8 el 1965, la imatge s'amplia i es facilita la càrrega de la pel·lícula. Els anys 1970 es fa fins i tot possible gravar de manera simultània el so sobre la pel·lícula.
- La invenció de les càmeres vídeo i dels magnetoscopis utilitzats per gravar les imatges i el so sincronitzat, sobre banda magnètica, serveix en principi únicament als professionals de la televisió i del vídeo professional.
- Els volums, pes i sobretot preu esdevenen raonables cap al 1985, el vídeo es va fer accessible al gran públic i reemplaça totalment les càmeres de super-8, així com els projectors.
- Les produccions cinematogràfiques professionals utilitzen encara càmeres de cinema mentre que els aficionats han passat al vídeo.
- El començament del segle xxi veu la introducció progressiva de càmeres d'«alta definició» en televisió (HD TV) i l'aparició de càmeres digitals, càmeres electròniques la qualitat de les quals és comparable al 35 mm.
- Un científic utilitza per primera vegada el 2004 una càmera multiespectral per analitzar La Gioconda, revelant dels detalls i modificacions invisibles.

## Funcionament
Els elements essencials d'una càmera són: la capsa, el mecanisme d'arrossegament de la pel·lícula, l'obturador en connexió amb aquest últim, el lloc on emmagatzemar la pel·lícula, l'objectiu, el sistema de visionat i un motor.

### Mecanisme de moviment intermitent

Arrossegament de la pel·lícula i obturació

El mecanisme d'arrossegament de la pel·lícula és un mecanisme molt delicat que difereix segons les càmeres.
Diverses vegades per segon, 24 o 25 vegades en general, la pel·lícula avança per aquest mecanisme un pas i s'atura. Quan la pel·lícula s'immobilitza, l'obturador s'obre, els raigs lluminosos procedents de l'objectiu impressionen la pel·lícula, després l'obturador es tanca de nou, interposant-se entre objectiu i pel·lícula. La pel·lícula, d'ara endavant a l'abric de la llum, avança la longitud requerida perquè les imatges registrades no s'encavalquin, (és la fase d'«escamoteig»), després s'immobilitza de nou.
Aquest avanç intermitent de la pel·lícula és assegurat per una «urpa», que va constituir una de les aportacions majors dels germans Louis i Auguste Lumière a la invenció del cinema. Una «lleva», triangular corba, invenció pròpia de Jules Carpentier, gira a velocitat constant dins d'un clot practicat en el «porta-urpa», susceptible de moure en el seu propi pla i que porta en la seva extremitat una o algunes «urpes» d'acer penetrant en les perforacions de la pel·lícula. Un element del moviment és el passadís que exigeix una gran precisió de fabricació i de manteniment, és la peça que serveix de guia i de posicionament de la pel·lícula respecte a l'objectiu. Durant el seu recorregut a la càmera, és l'únic moment en què l'emulsió de la pel·lícula està en contacte amb una superfície metàl·lica. Implica una finestra de presa de vistes en format normalitzat, perfectament centrada sobre l'eix de l'objectiu.
La càmera Debrie G. V., «a Gran Velocitat», de 1921 segons patents d'E. Labrély aconsegueix 240 imatges per segon. El seu mecanisme posiciona la pel·lícula per bases amovibles dels dos costats de la finestra d'impressió. El màxim d'avui amb pel·lícula 35 mm i contraurpes és de 425 imatges per segon amb una càmera Photo-Sonics.

## Tipus
Les càmeres poden ser classificades així:
- les càmeres de cinema: 35 mm; 16 mm; 8 mm ;
- les càmeres de vídeo o vídeocàmeres professionals digitals : Dalsa origin; Varicam; Cinéalta; Thomson Viper ;
- les videocàmeres de norma broadcast: Betacam digital; Betacam SX; DVCAM; HDCAM; DVCPRO; DVCPRO HD.
- els camescopis pel gran públic :
  - MiniDV
  - HDV: les càmeres de vídeo-vigilància professionals o domèstiques; les càmeres de lleure, per modelisme, diverses observacions, (astrocam i meteocam) incloent-hi les webcams i les seves nombroses declinacions, càmera USB, càmera sense fil, càmera IP, etc.; les càmeres d'astronomia…
- les càmeres per a la visió industrial, analògiques o digitals : càmera matricial; càmera lineal; càmera multiespectral.